# Okey Isima
Okechukwu „Okey” Emmanuel Isima (ur. 24 sierpnia 1956 w Kano, zm. 18 lutego 2013 w Abudży) – nigeryjski piłkarz grający na pozycji pomocnika. W swojej karierze grał w reprezentacji Nigerii.

## Kariera klubowa
Swoją karierę piłkarską Isima rozpoczął w klubie Enugu Rangers. W 1978 roku zadebiutował w nim w pierwszej lidze nigeryjskiej i grał w nim do 1980 roku. W 1982 roku przeszedł do portugalskiego drugoligowca, CF Os Belenenses. Grał w nim przez rok i w 1983 roku przeszedł do innego drugoligowego klubu, União Madeira. W sezonie 1984/1985 grał w pierwszoligowej Vitórii SC, a w sezonie 1985/1986 był zawodnikiem klubu Sporting Covilhã, z którym spadł z pierwszej do drugiej ligi portugalskiej. W sezonie 1986/1987 był zawodnikiem drugoligowej Estreli Amadora, a w sezonie 1987/1988 występował w CD Cova da Piedade.
| Sezon   | Klub               | Kraj       | Rozgrywki     | Mecze | Bramki |
| ------- | ------------------ | ---------- | ------------- | ----- | ------ |
| 1978    | Enugu Rangers      | Nigeria    | I liga        | ?     | ?      |
| 1979    | Enugu Rangers      | Nigeria    | I liga        | ?     | ?      |
| 1980    | Enugu Rangers      | Nigeria    | I liga        | ?     | ?      |
| 1982/83 | CF Os Belenenses   | Portugalia | Segunda Liga  | 15    | 0      |
| 1983/84 | União Madeira      | Portugalia | Segunda Liga  | 22    | 1      |
| 1984/85 | Vitória SC         | Portugalia | Primeira Liga | 19    | 2      |
| 1985/86 | Sporting Covilhã   | Portugalia | Primeira Liga | 7     | 0      |
| 1986/87 | Estrela Amadora    | Portugalia | Segunda Liga  | 16    | 0      |
| 1987/88 | CD Cova da Piedade | Portugalia | Segunda Liga  | ?     | ?      |

## Kariera reprezentacyjna
W reprezentacji Nigerii Isima zadebiutował w 1980 roku. W tym samym roku wziął udział w Igrzyskach Olimpijskich w Moskwie, a także w Pucharze Narodów Afryki 1980. Wystąpił w nim w pięciu meczach: grupowych z Tanzanią (3:1), z Wybrzeżem Kości Słoniowej (0:0) i z Egiptem (1:0), w którym strzelił gola, półfinałowym z Marokiem (1:0) i finałowym z Algierią (3:0). Z Nigerią wywalczył mistrzostwo Afryki.
W 1982 roku Okpala został powołany do kadry na Puchar Narodów Afryki 1982. Na tym turnieju zagrał trzech meczach grupowych: z Etiopią (3:0), z Algierią (1:2) i z Zambią (0:3). W kadrze narodowej grał do 1985 roku.